# Campeonato Baiano 1913
In 1913 werd het negende Campeonato Baiano gespeeld voor voetbalclubs uit de Braziliaanse staat Bahia. De competitie werd gespeeld van 28 september tot 29 december. Het was het eerste kampioenschap dat georganiseerd werd door de pas opgerichte FBF. Fluminense  werd kampioen. 

## Eindstand
| Plaats | Club                   | Wed. | W | G | V | Saldo | Ptn. |
| ------ | ---------------------- | ---- | - | - | - | ----- | ---- |
| 1.     | Fluminense de Salvador | 6    | 4 | 1 | 1 | 11:4  | 9    |
| 2.     | Internacional          | 6    | 3 | 1 | 2 | 11:4  | 7    |
| 3.     | Sul América            | 6    | 3 | 1 | 2 | 9:9   | 7    |
| 4.     | Ideal                  | 6    | 0 | 1 | 5 | 1:15  | 1    |

|  | Kampioen |

## Kampioen
| Campeonato Baiano de 1913 |
| ------------------------- |
| FLUMINENSE 1º Titel       |